# Villa Fanzago (Bassano del Grappa)
Villa Fanzago è una villa ubicata in viale XI Febbraio 65 a Bassano del Grappa, in provincia di Vicenza.

## Storia e descrizione

Stemma della nobile famiglia Fanzago

Il proprietario del terreno ed ideatore di questa singolare costruzione nel 1925 fu Luigi Aliprando Fanzago, figlio di Francesco Luigi Fanzago e di Amalia Michieli, dottore in giurisprudenza, reduce della guerra 1915-18, nato a Padova il 22 gennaio 1881 e deceduto a Bassano del Grappa il 28 febbraio 1938. Quest'ultimo fece costruire la villa copiandola forse dal castello di Krassonitz in Moravia, residenza insieme al palazzo in Graz, della cugina Attems. Il materiale per la costruzione venne fatto arrivare dall'Austria, le uniche eccezioni riguardavano i pavimenti alla veneziana e il rivestimento esterno.
Nel complesso si notano due raffigurazioni dello stemma della nobile famiglia Fanzago, la cui blasonatura è "grembiato di otto pezzi di rosso e d'argento, caricato in cuore da uno scudetto rotondo d'azzurro, alla torre d'argento, merlata alla guelfa, aperta e finestrata di nero": il blasone incastonato nella facciata del palazzo è disegnato correttamente mentre quello riprodotto sul pavimento presenta degli errori (i colori del grembiato sono invertiti e la torre è merlata alla ghibellina anziché alla guelfa).
Nel soffitto c'è una decorazione che riprende alcuni elementi dello stemma Fanzago come la caratteristica torre merlata alla guelfa, aperta e finestrata ed è del tutto identica a quella che è presente nel pavimento della Villa Nani-Trieste-Fanzago a Maser.
Nel 1935 la proprietà venne venduta dai Fanzago a Vittorio Spolveri che nel 1937 la cedette ad Amelia Cinti Galliani.
Nell'ottobre del 1938 la villa venne poi acquistata dall'Istituto delle figlie del sacro Cuore di Gesù.
Nel 2004 il complesso dell'ex Sacro Cuore è stato acquistato dalla Provincia di Vicenza per 8.140.000 euro. In seguito è stata ristrutturata la villa e vi è stata trasferita la biblioteca del Liceo Brocchi